# Hessebius megapus
Hessebius megapus är en mångfotingart som först beskrevs av Muralevitch 1907.  Hessebius megapus ingår i släktet Hessebius och familjen stenkrypare. Inga underarter finns listade i Catalogue of Life.